# Viktor Daňko
Viktor Daňko (* 26. září 1963) je bývalý slovenský fotbalista.

## Fotbalová kariéra
Hrál za Slovan Bratislava. V československé lize nastoupil ve 14 utkáních. V nižší soutěži hrál za VTJ Tábor.

## Ligová bilance
| Ročník                                   | Zápasy | Góly | Klub              |
| ---------------------------------------- | ------ | ---- | ----------------- |
| 1. československá fotbalová liga 1983/84 | 8      | 0    | Slovan Bratislava |
| 1. československá fotbalová liga 1984/85 | 6      | 0    | Slovan Bratislava |
| CELKEM                                   | 14     | 0    |                   |